# اکازیون (مجموعه نمایش خانگی)
اُکازیون یک مینی‌سریال نمایش خانگی در ژانر کمدی به کارگردانی مسعود اطیابی، تهیه‌کنندگی محمدحسین میرطاووسی و نویسندگی حمزه صالحی است که پخش آن از ۱ فروردین ۱۴۰۳ آغاز شد.

## داستان
داستان این مجموعه که در دههٔ ۱۳۷۰ می‌گذرد، داستان رحیم (ایمان صفا) است که قصد دارد برای ادامه تحصیل به کانادا برود اما متوجه می‌شود ممنوع‌الخروج شده و این اتفاق زیر سر دایی محسن (هادی کاظمی) است، پس باید دنبال راه چاره‌ای باشد…

## بازیگران
| بازیگر            | شخصیت                     |
| ----------------- | ------------------------- |
| هادی کاظمی        | محسن جمالی (دایی محسن)    |
| ایمان صفا         | رحیم احمدیان              |
| غلامرضا نیکخواه   | حاج فتح‌الله احمدیان       |
| سمانه پاکدل       | منصوره احمدیان            |
| نعیمه نظام‌دوست    | شاپرک (پروانه)            |
| رضا ناجی          | حاج قربان یعقوبی          |
| ناهید مسلمی       | قمر تاج ملک               |
| آوا دارویت        | مهتاب مرادی (الهه محمودی) |
| سام نوری          | مرادی (محمودی)            |
| جواد پولادی       | کامل (کمال)               |
| لادن ژاوه وند     | لیلی                      |
| پرنیا کربلایی     | رعنا احمدیان              |
| محمد رضا عطایی فر | محمود مقلد                |
| مرتضی علی‌آبادی    | فیروز                     |
| بردیا دیانت       | نوبر                      |
| سپهر شکرانی       | باربد جمالی               |
| رضا بای           | پدر گلفروش                |
| فاطمه شکری        | مادر نوذر و نوبر          |
| سید حسن حسینیان   | مش یدالله                 |
| رضا نیلی          | مداح                      |
| داوود شیرعلی      | صاحب عروسی                |
| شبیر پرستار       | حاج آقا                   |
| حمیدرضا جانباز    | کریم ترانزیت              |
| محمد داوودی کیا   |                           |
| محمد جعفرزاده     | کامی                      |
| مهدی کریمی معین   | معتاد                     |
| غلام سودمی        | صاحب قهوه‌خانه             |
| نازنین حسنی       | اشرف                      |
| مهرداد رمضانی     | هوشنگ                     |
| محمد جواد قربانی  |                           |
| فاضل ململی        | مشتری رستوران             |
| مصطفی آذرنوش      |                           |
| میثم محمدی        |                           |